# Günther Blau
Günther Blau (* 10. Januar 1922 in Elberfeld; † 16. November 2007 in Marburg) war ein deutscher Maler.

## Leben
Günther Blau wurde 1922 in Elberfeld geboren. Er lebte seit Mitte der 1940er Jahre in Marburg und Umgebung, seit 1971 im Marburger Ortsteil Cyriaxweimar. 1940 begann er, Bildhauerei an der Kunstakademie Düsseldorf zu studieren, wurde jedoch ein Jahr später zum Reichsarbeitsdienst einberufen. 1944 erlitt er auf der Krim eine schwere Verletzung, weshalb er nach Kriegsende seine Ausbildung zum Bildhauer nicht wieder aufnehmen konnte. 1946 begann er stattdessen ein Studium der Malerei an der Kunstakademie in München und setzte es an der Staatlichen Akademie der Bildenden Künste Karlsruhe fort.
Zahlreiche Studienreisen führten ihn seit 1947 immer wieder nach Italien, aber auch nach Frankreich, Jugoslawien und quer durch Deutschland. Hier fand er viele seiner Motive. In den 1960er Jahren lernte Günther Blau in Marburg Ruthild Klaus kennen, mit der er seit 1967 verheiratet war.
Günther Blau starb im November 2007 nach langer schwerer Krankheit in Marburg.
Seine Frau hat die Betreuung seines Werkes übernommen. Sie organisiert mit privater und öffentlicher Unterstützung die Präsentationen seiner Kunst. Dazu gehören die umfangreiche Werkschau der Zeichnungen in Zusammenarbeit mit dem Museum für Kunst und Kulturgeschichte in Marburg, die Retrospektiven im Von der Heydt-Museum in Wuppertal und im Schloss Bad Arolsen und weitere kleinere Ausstellungen an verschiedenen Orten in der gesamten Bundesrepublik.

## Werk
Blaus Werk war national und international in zahlreichen Einzelausstellungen zu sehen. Auch beteiligte er sich immer wieder an Gruppenausstellungen. Seit Anfang der 1990er Jahre wurden größere Werkschauen gezeigt. Einzelne Werke und Werkgruppen befinden sich in privaten und öffentlichen Sammlungen (Museum für Kunst und Kulturgeschichte der Philipps-Universität Marburg, Von der Heydt-Museum Wuppertal, Staatsgalerie Stuttgart, Oberhessisches Museum Gießen, Museum Schloss Wilhelmshöhe Kassel – Grafische Sammlung, Kunstmuseum Solingen/Museum Baden, Museum Kunst der Westküste Föhr, Städtische Galerie Karlsruhe).
Das Werk von Günther Blau steht in der Tradition eines magischen Realismus, ist von Neuer Sachlichkeit und Surrealismus beeinflusst und der deutschen Romantik ebenso verbunden wie der italienischen „pittura metafisica“. Das Gesamtwerk besteht aus gut 1400 Gemälden, über 250 Grafiken und zahlreichen, bisher nicht gezählten Gouachen. Das Werkverzeichnis seiner Zeichnungen dokumentiert 849 Arbeiten.
Seit 2025 lobt der Verein „Freunde des Museums für Kunst und Kulturgeschichte Marburg e.V.“ den „Günther-Blau-Kunstpreis“ alle zwei Jahre als Förderpreis für Schülerinnen und Schüler der Marburger Region aus.

## Ausgewählte Einzelausstellungen
- 1954 erste Einzelausstellung (Kirchspitzklause, Marburg)
- 1969 Günther Blau – Zeichnungen (Galleria del Levante, München)
- 1972 Kunstkabinett Hanna Bekker von Rath, Frankfurt a. M.
- 1972 Werke von Günther Blau (Kunstgeschichtliches Seminar der Universität Mainz)
- 1972 Universitätsmuseum für bildende Kunst, Marburg
- 1973 Günther Blau – Bilder und Zeichnungen (Von der Heydt Museum, Wuppertal)
- 1973/74 Goetheinstitute in Rom, Bologna, Padua, Genua, Mailand, Triest
- 1978 Galerie November, Berlin
- 1980 Günther Blau (Kunstverein Paderborn)
- 1980 Kunstkabinett Hanna Bekker von Rath, Frankfurt a. M.
- 1982 Universitätsmuseum für bildende Kunst der Philipps-Universität Marburg (Retrospektive aus Anlass des 60ten Geburtstags von Günther Blau)
- 1984 Hans Thoma Gesellschaft, Reutlingen
- 1988 Stadtmuseum Nordico, Linz/Österreich
- 1987 Günther Blau (Kunstkabinett Hanna Bekker von Rath, Frankfurt a. M.)
- 1999 Günther Blau – Das malerische Werk (Kunsthalle Wilhelmshaven)
- 1999 Günther Blau – Das malerische Werk (Museum für Kunst und Kulturgeschichte der Philipps-Universität, Marburg)
- 2005 Günther Blau – Druckgrafik (Rathaus Biedenkopf)
- 2006 Günther Blau – Das zeichnerische Werk (Museum für Kunst und Kulturgeschichte der Philipps-Universität, Marburg)
- 2011 Günther Blau – Die Gouachen (Lorraine Ogilvie Galerie, Marburg)
- 2012 Günther Blau – Zeichnungen (Kunsttreff, Frankenberg)
- 2014 Günther Blau – Magie des Alltäglichen (Von der Heydt-Museum, Wuppertal)
- 2015 Günther Blau – Gemälde (Galerie Schwind, Berlin)
- 2016 Günther Blau – Gemälde und Zeichnungen (Bilderhaus Krämerbrücke, Erfurt)
- 2016 Günther Blau – Gemälde (Galerie Schwind, Frankfurt a. M.)
- 2016 Günther Blau – Die Gegenwart der Dinge (Otto Ubbelohde-Haus, Goßfelden)
- 2017 Günther Blau – Retrospektive (Museum Bad Arolsen)
- 2018 Günther Blau – Gemälde (Galerie Schwind, Berlin)
- 2021 Günther Blau – Zeitspuren (Museum für Kunst und Kulturgeschichte der Philipps-Universität, Marburg)
- 2022 Günther Blau – Bilder aus Italien (Galerie Schwind, Frankfurt a. M.)

## Ausgewählte Literatur
- Christoph Otterbeck (Hrsg.): Günther Blau. Zeitspuren. Sandstein, Dresden 2022, ISBN 978-3-95498-658-3.
- Birgit Kümmel, Christoph Otterbeck (Hrsg.): Günther Blau – Stille Welt. Museum Bad Arolsen, Bad Arolsen 2017, ISBN 978-3-930930-41-8 (Ausstellungskatalog).
- Galerie Schwind (Hrsg.): Günther Blau. Galerie Schwind, Berlin 2015 (Ausstellungskatalog, mit einem Vorwort von Antje Birthälmer).
- Museum für Kunst- und Kulturgeschichte der Phillips-Universität Marburg (Hrsg.): Günther Blau – Das zeichnerische Werk. Marburg 2010, ISBN 3-925430-54-7 (Werkverzeichnis der Zeichnungen, mit Textbeiträgen von Ruthild Blau, Eckard Ehlers, Ernst-Otto Riecken und Jürgen Wittstock).
- Ernst-Otto Riecken: Der Maler Günther Blau in Briefen und Begegnungen aus einem Vierteljahrhundert. Mit einem Nachwort von Heinz Schönemann. Book on demand, Norderstedt 2009, ISBN 978-3-8370-3988-7.
- Jürgen Wittstock (Red.): Günther Blau – Das malerische Werk. Begleitbuch zu den Sonderausstellungen in Marburg und Wilhelmshaven. Marburg 1999, ISBN 3-925430-34-2 (Werkverzeichnis der Gemälde, mit Textbeiträgen von Cornelia Herrmann, E. Ehlers u. a.).
- Armin Geus (Hrsg.): Günther Blau – Das druckgraphische Werk. Basilisken-Presse Marburg 1992, ISBN 3-925347-18-6 (Werkverzeichnis der Druckgrafik, mit Textbeiträgen von Peter Anselm Riedl, Rolf Escher und Richard Hamann-McLean).
- Der Zeichner Günther Blau. Eine Auswahl von Zeichnungen und Lithografien. Verlag Marburger Künstlerkalender, Marburg 1987 (mit Textbeitrag von Antje und Wilhelm Ziehr).
- Müller, Hans-Joachim: Interview mit Günther Blau, in: Butzbacher Künstler-Interviews 2, Eduard Roether Verlag, Darmstadt, 1981, S. 27–34.
- Richard Hamann-MacLean (Hrsg.): Günther Blau. Mainz 1980 (Hefte des Kunstgeschichtlichen Instituts der Universität Mainz; 5).
- Günther Blau – Ölbilder, Gouachen, Zeichnungen. Frankfurter Kunstkabinett Hanna Bekker vom Rath, Frankfurt a. M. 1972 (mit Textbeitrag von Carl Graepler und Hanna Bekker vom Rath).

## Auszeichnungen
- 1977: Eduard von der Heydt-Kulturpreis der Stadt Wuppertal
- 1991: erster Marburger Kunstpreis